# Simpsonichthys nigromaculatus
Simpsonichthys nigromaculatus är en fiskart som beskrevs av Costa 2007. Simpsonichthys nigromaculatus ingår i släktet Simpsonichthys och familjen Rivulidae. Inga underarter finns listade i Catalogue of Life.